# Уйско-Чебаркульская
У́йско-Чебарку́льская — деревня в Октябрьском районе Челябинской области. Административный центр Уйско-Чебаркульского сельского поселения.

## География
Деревня находится берегу реки Уй, на границе с Казахстаном, на расстоянии 56 км к югу от села Октябрьское, административного центра района. Ближайшие населённые пункты — посёлок Берёзовский и деревня Камышное.

## История
В 1968 году в состав деревни включена деревня Мельниково

## Население
| 2002 | 2010 |
| ---- | ---- |
| 891  | ↘824 |

### Половой состав
По данным Всероссийской переписи, в 2010 году численность населения деревни составляла 824 человека (400 мужчин и 424 женщины).

## Улицы
| - ул. 8 Марта, - ул. Зелёная, - ул. Мельниковская, | - ул. Мира, - ул. Молодёжная, - ул. Набережная, | - ул. Садовая, - ул. Школьная, - ул. Энергетиков. |